# 448988 Changzhong
448988 Changzhong è un asteroide della fascia principale. Scoperto nel 2009, presenta un'orbita caratterizzata da un semiasse maggiore pari a 2,6844607 au e da un'eccentricità di 0,0826853, inclinata di 10,30632° rispetto all'eclittica.